# Diego Cavalieri
Diego Cavalieri (San Paolo, 1º dicembre 1982) è un ex calciatore brasiliano, di ruolo portiere.

## Carriera

### Club
Di famiglia di origine italiana, esordisce il 24 luglio 2002 nel Palmeiras, dove è riserva del portiere titolare della Nazionale penta-campeão nel campionato del mondo 2002 Marcos. A inizio stagione del 2006, dopo l'infortunio di Marcos, Diego diventa titolare per la prima volta nel classico derby brasiliano tra Palmeiras e Corinthians, partita che finirà per 1 a 0 per la squadra bianco-verde.
L'11 luglio del 2008 Cavalieri firma un contratto quadriennale che lo lega al Liverpool. Il 9 dicembre 2008 esordisce in Champions League nella gara vinta dal Liverpool per 3-1 a Eindhoven contro il PSV.
Il 23 agosto 2010, dopo aver rescisso il contratto con il Liverpool, si trasferisce a titolo definitivo al Cesena, siglando con la società romagnola un contratto sino al 2011 con opzione per l'anno successivo.  Il 30 dicembre 2010 il portiere brasiliano lascia il club romagnolo e si accasa alla Fluminense, club brasiliano, fino alla fine della stagione 2011.

## Statistiche

### Presenze e reti nei club
Statistiche aggiornate al 23 maggio 2023.
| Stagione            | Squadra           | Campionato        | Campionato | Campionato      | Coppe nazionali | Coppe nazionali | Coppe nazionali | Coppe continentali | Coppe continentali | Coppe continentali | Altre coppe | Altre coppe | Altre coppe | Totale | Totale |
| Stagione            | Squadra           | Comp              | Pres       | Reti            | Comp            | Pres            | Reti            | Comp               | Pres               | Reti               | Comp        | Pres        | Reti        | Pres   | Reti   |
| ------------------- | ----------------- | ----------------- | ---------- | --------------- | --------------- | --------------- | --------------- | ------------------ | ------------------ | ------------------ | ----------- | ----------- | ----------- | ------ | ------ |
| 2004                | Palmeiras         | A1/SP+A           | 5+3        | -8 ; -4         | CB              | 1               | -2              |                    | -                  | -                  |             | -           | -           | 9      | -14    |
| 2005                | Palmeiras         | A1/SP+A           | 0          | 0               | CB              | 0               | 0               | CL                 | 0                  | 0                  |             | -           | -           | 0      | 0      |
| 2006                | Palmeiras         | A1/SP+A           | 2+24       | -3 ; -35        | CB              | 0               | 0               | CL                 | 0                  | 0                  |             | -           | -           | 26     | -38    |
| 2007                | Palmeiras         | A1/SP+A           | 7+38       | -10 ; -47       | CB              | 2               | -2              |                    | -                  | -                  |             | -           | -           | 47     | -59    |
| 2008                | Palmeiras         | A1/SP+A           | 9+0        | -8              | CB              | 0               | 0               | CS                 | -                  | -                  |             | -           | -           | 9      | -8     |
| Totale Palmeiras    | Totale Palmeiras  | Totale Palmeiras  | 88         | -115            |                 | 3               | -4              |                    | -                  | -                  |             | -           | -           | 91     | -119   |
| 2008-2009           | Liverpool         | PL                | 0          | 0               | FACup+CdL       | 1+2             | 0 + -5          | UCL                | 1                  | -1                 |             | -           | -           | 4      | -6     |
| 2009-2010           | Liverpool         | PL                | 0          | 0               | FACup+CdL       | 1+2             | -2 + -2         | UCL+UEL            | 1+0                | -2                 |             | -           | -           | 4      | -6     |
| ago. 2010           | Liverpool         | PL                | 0          | 0               | FACup+CdL       | 0               | 0               | UEL                | 2                  | 0                  |             | -           | -           | 2      | 0      |
| Totale Liverpool    | Totale Liverpool  | Totale Liverpool  | 0          | 0               |                 | 6               | -9              |                    | 4                  | -3                 |             | -           | -           | 10     | -12    |
| ago. 2010-gen. 2011 | Cesena            | A                 | 0          | 0               | CI              | 1               | -3              |                    | -                  | -                  |             | -           | -           | 1      | -3     |
| 2011                | Fluminense        | A/RJ+A            | 4+34       | -7 + -46        |                 | -               | -               | CL                 | 1                  | -2                 |             | -           | -           | 39     | -55    |
| 2012                | Fluminense        | A/RJ+A            | 16+35      | -17 + -30       |                 | -               | -               | CL                 | 10                 | -7                 |             | -           | -           | 61     | -54    |
| 2013                | Fluminense        | A/RJ+A            | 12+29      | -11 + -37       | CB              | 2               | -1              | CL                 | 10                 | -9                 |             | -           | -           | 53     | -58    |
| 2014                | Fluminense        | A/RJ+A            | 17+32      | -18 + -34       | CB              | 5               | -8              | CS                 | 0                  | 0                  |             | -           | -           | 54     | -60    |
| 2015                | Fluminense        | A/RJ+A            | 17+35      | -18 + -45       | CB              | 4               | -4              |                    | -                  | -                  |             | -           | -           | 56     | -67    |
| 2016                | Fluminense        | A/RJ+A            | 16+23      | -15 + -22       | CB              | 6               | -5              |                    | -                  | -                  | PL          | 5           | -6          | 50     | -48    |
| 2017                | Fluminense        | A/RJ+A            | 9+16       | -9 + -24        | CB              | 4               | -9              | CS                 | 4                  | -5                 | PL          | 2           | -3          | 35     | -50    |
| Totale Fluminense   | Totale Fluminense | Totale Fluminense | 91+204+7   | -95 + -238 + -9 |                 | 21              | -27             |                    | 25                 | -23                |             | -           | -           | 348    | -392   |
| gen.-giu. 2019      | Crystal Palace    | PL                | 0          | 0               | FACup+CdL       | 0               | 0               |                    | -                  | -                  |             | -           | -           | 0      | 0      |
| 2019                | Botafogo          | A/RJ+A            | 0+9        | -11             | CB              | 0               | 0               | CS                 | 0                  | 0                  |             | -           | -           | 9      | -11    |
| 2020                | Botafogo          | A/RJ+A            | 2+22       | -2 + -39        | CB              | 2               | -1              |                    | -                  | -                  |             | -           | -           | 26     | -42    |
| Totale carriera     | Totale carriera   | Totale carriera   | 416        | -500            |                 | 33              | -44             |                    | 29                 | -26                |             | 7           | -9          | 485    | -579   |

### Cronologia presenze e reti in nazionale
| Cronologia completa delle presenze e delle reti in nazionale ― Brasile | Cronologia completa delle presenze e delle reti in nazionale ― Brasile | Cronologia completa delle presenze e delle reti in nazionale ― Brasile | Cronologia completa delle presenze e delle reti in nazionale ― Brasile | Cronologia completa delle presenze e delle reti in nazionale ― Brasile | Cronologia completa delle presenze e delle reti in nazionale ― Brasile | Cronologia completa delle presenze e delle reti in nazionale ― Brasile | Cronologia completa delle presenze e delle reti in nazionale ― Brasile |
| Data                                                                   | Città                                                                  | In casa                                                                | Risultato                                                              | Ospiti                                                                 | Competizione                                                           | Reti                                                                   | Note                                                                   |
| ---------------------------------------------------------------------- | ---------------------------------------------------------------------- | ---------------------------------------------------------------------- | ---------------------------------------------------------------------- | ---------------------------------------------------------------------- | ---------------------------------------------------------------------- | ---------------------------------------------------------------------- | ---------------------------------------------------------------------- |
| 22-11-2012                                                             | Buenos Aires                                                           | Argentina                                                              | 2 – 1                                                                  | Brasile                                                                | Amichevole                                                             | -2                                                                     |                                                                        |
| 25-4-2013                                                              | Belo Horizonte                                                         | Brasile                                                                | 2 – 2                                                                  | Cile                                                                   | Amichevole                                                             | -2                                                                     |                                                                        |
| 15-10-2013                                                             | Pechino                                                                | Brasile                                                                | 2 – 0                                                                  | Zambia                                                                 | Amichevole                                                             | -                                                                      |                                                                        |
| Totale                                                                 |                                                                        | Presenze                                                               | 3                                                                      |                                                                        | Reti                                                                   | -4                                                                     |                                                                        |

## Palmarès

### Club

#### Competizioni statali
- Campionato paulista: 1

Palmeiras: 2008

#### Competizioni nazionali
- Campionato brasiliano di seconda divisione: 1

Palmeiras: 2003
- Campionato brasiliano: 1

Fluminense: 2012

### Nazionale
- Confederations Cup: 1

Brasile 2013